# Ehwaz
Cette page contient des caractères spéciaux ou non latins. S’ils s’affichent mal (▯, ?, etc.), consultez la page d’aide Unicode.
Ehwaz est la dix-neuvième rune du Futhark et la troisième de la famille de Tīwaz. Elle est précédée de Berkanan et suivie de Mannaz. Elle est nommée Eh en anglo-saxon, signifiant « cheval ». L’usage en fut abandonné dans la version brève de l'alphabet runique en usage en Scandinavie, de sorte qu’il n’y a pas de nom en vieux norrois.
La perte de cette rune dans le Futhark récent s’explique par l’instabilité du système vocalique proto-germanique. La différence qui existait entre Ehwaz (/e/) et Eihwaz (/ï/) fut progressivement perdue, rendant l’une des deux runes inutile : ainsi, seul Eihwaz fut conservé pour transcrire le vieux norrois. En revanche, l’anglo-saxon conserva ces deux runes mais modifia la valeur d’Eihwaz, devenu Eoh, vers la diphtongue /eo/.
Le Codex Vindobonensis 795 donne un nom de lettre correspondant dans l’alphabet gotique sous la forme eyz, restitué en gotique comme aiƕus (𐌴). *Ehwaz est la forme reconstruite pour le proto-germanique à partir de cette correspondance et du vieux saxon ehu.
Cette rune notait à l'origine le son [e].

## Poèmes runiques
Seul le poème runique anglo-saxon décrit Ehwaz :
| Poème runique | Traduction en français |
| --- | --- |
| Anglo-saxon ᛖ Eh byþ for eorlum æþelinga wyn, hors hofum wlanc, ðær him hæleþ ymb[e] welege on wicgum wrixlaþ spræce and biþ unstyllum æfre frofur. | Le cheval est, pour les nobles, joie des princes, un étalon au fier sabot duquel les riches héros discutent lorsqu’ils sont sur son dos, et qui apporte toujours son aide à l’impatient. |